# Mitanty
Mitanty is een plaats en gemeente in Madagaskar gelegen in het district Manakara van de regio Vatovavy-Fitovinany. Er woonden bij de volkstelling in 2001 ongeveer 9000 mensen.
In de plaats is basisonderwijs en voortgezet onderwijs voor jonge kinderen beschikbaar. 98% van de bevolking is landbouwer. Het belangrijkste gewas is rijst, maar er wordt ook koffie, kruidnagel en cassave verbouwd. 2% van de bevolking is werkzaam in de dienstensector.